# Barbing
Barbing je obec v německé spolkové zemi Bavorsko, v zemském okrese Řezno ve vládním obvodu Horní Falc.
V roce 2014 zde žilo 5 289 obyvatel.

## Poloha
Sousední obce jsou: Bach an der Donau, Donaustauf, Mintraching, Neutraubling, Pfatter, Řezno (Regensburg), Tegernheim a Wiesent.